# Кляп в рот
«Кляп в рот» (англ. Bass to Mouth) — эпизод 1510 (№ 219) сериала «Южный парк», премьера которого состоялась 19 октября 2011 года.

## Сюжет
Ученики Начальной школы Саус-Парка стали жертвами нового сплетнического веб-сайта-Ябеды. Неуловимый хакер каким-то образом получил доступ к конфиденциальным телефонным звонкам, электронным письмам учеников и размещает все их личные пикантные истории. Ребята были шокированы, когда они обнаружили личность хакера. Им оказался хомячок по имени Викиликс. Ученики во главе со Стэном и Кайлом ищут хакера, который каждый час обновляет сайт.
В это время Картман издевается над учеником школы. Учителя просят его помочь ученику, ведь в прошлом Эрик «помог» другому ученику спрыгнуть с крыши дома. Он придумывает специальный план, в результате которого все ученики школы «наделают в штаны». Но замысел учителей и Картмана пытается осветить хакер. В итоге учителя решают бросить Картмана под автобус. Он выживает, хомячок Леммивинкс побеждает своего злого брата, а учителя удаляют Ябеду.

## Пародии
- Наличие сайта о начальной школе Саут-Парка «Ябеда» пародирует сериал Сплетница, в котором также существует сайт «Сплетница», где также помещались все сплетни об учащихся.
- Крыса по кличке «Wikileaks» отсылает нас к одноименному сетевому проекту, целью которого стала публикация документов, ставших доступными вследствие утечки информации. Причёска крысы также напоминает причёску основателя WikiLeaks Джулиана Ассанжа.
- В эпизоде спародирована звезда канала Disney Селена Гомес.
- Песня, звучащая во время дороги Леммивинкса к Викиликсу «Come, Lemmiwinks, stop Wikileaks», является пародией на песню Гленна Ярбро — «Down, Down to Goblin Town», звучащую в мультфильме Хоббит 1977 года.
- При переводе серии мультфильма, как созвучный прототип сайта «Ябеда», был использован российский сайт "Народной книги жалоб «Ябеда», на котором зачастую учащиеся выкладывают компромат на преподавателей.

## Факты
- Когда Викиликс печатает очередную новость рядом с крысой лежит карточка Fedex.
- Мистер Адлер — школьный учитель труда, второй раз за сериал играет значительную роль, прежде это было лишь в серии третьего сезона «Твик против Крейга», ещё в нескольких сериях он появляется эпизодически.
- На дверце школьного шкафчика Кенни можно заметить наклейки с логотипом NASCAR, что является отсылкой к серии «Бедный и глупый», в которой было показано, что Кенни — фанат NASCAR.
- «Throw under the bus» («Бросить под автобус») является устоявшимся выражением в английском языке, означающее «подставить кого-либо». На русском близкого аналога нет. Соответственно, мистер Маки предлагал не бросить Картмана под автобус, а подставить его. Но потом в итоге сделали это буквально.
- Когда Эрик обдумывает, как спасти репутацию сразу всех школьников, он ведёт себя и жестикулирует так, как обычно это делает Стэн.
- Баттерс несёт крысу в коробке на которой написано «KONVERSE», это пародия на американскую компанию Converse, производящую обувь с начала XX века и наиболее известная своими кедами.